# Carla Lockhart
Carla Lockhart (Aughnacloy, 28 febbraio 1985) è una politica britannica del Partito Unionista Democratico dell'Irlanda del Nord. È deputata alla Camera dei comuni per il collegio di Upper Bann dalle elezioni generali del 2019. In precedenza era stata una deputata all'Assemblea dell'Irlanda del Nord per Upper Bann, eletta alle elezioni del 2016.

## Biografia
Lockhart è nata ad Aughnacloy, nella contea di Tyrone, da una famiglia operaia. Ha frequentato la Aughnacloy High School e poi l'Armagh Tech (ora parte del Southern Regional College), laureandosi in economia presso l'Università dell'Ulster. Interessata alla politica sin dalla giovane età, è stata membro dei Giovani Democratici del DUP in gioventù.
Lockhart è membro della Free Presbyterian Church of Ulster.

## Vita privata
È sposata con Rodney Condell, geometra.